# 古川晶章
古川 晶章（ふるかわ まさあき、1940年3月3日 -2012年10月13日 ）は、日本の実業家、豊田通商株式会社元代表取締役会長、社長、相談役。2011年、旭日重光章。

## 人物・経歴
1940年3月3日、福岡県北九州市生まれ。1962年3月、立教大学経済学部卒業。
1962年4月、豊田通商株式会社入社。1987年6月、同社取締役就任、1993年6月、常務取締役、1997年6月専務取締役、1999年6月取締役副社長。
2001年6月、代表取締役社長就任、2005年6月、取締役会長、2010年6月相談役。
2010年4月、フィリピン共和国「THE ORDER of SIKATUNA国家勲章」受章。翌2011年6月、旭日重光章受章、フランス「レジオンドヌール勲章シュバリエ」受章。